# بخش سیلم (هند)
بخش سیلم (به انگلیسی: Salem district) یک بخش در هند است که در تامیل نادو واقع شده‌است. بخش سیلم ۳٬۴۸۲٬۰۵۶ نفر جمعیت دارد.